# Louis-Jacques Dorais
Pour les articles homonymes, voir Dorais.
Louis-Jacques Dorais est un anthropologue, linguiste, chercheur et professeur québécois né en 1945. Il se distingue par ses travaux en anthropologie linguistique, la langue inuite et la diaspora vietnamienne.
Louis-Jacques Dorais est professeur émérite de l'Université Laval. Il a reçu le Canada Prize in the Humanities en 2011 pour son ouvrage The Language of the Inuit : Syntax, Semantics and Society in the Arctic et en 2004, il a été élu Fellow de l’Arctic Institute of North America.